# Hervé Le Tellier
Hervé Le Tellier (Parigi, 21 aprile 1957) è uno scrittore, poeta e linguista francese, membro dell'OuLiPo, le cui opere sono basate sull'utilizzo di limitazioni formali, letterarie o matematiche.
Nato a Parigi, Le Tellier ha iniziato la sua carriera come giornalista scientifico, e si è unito Oulipo nel 1992. Come autore, è venuto all'attenzione generale nel 1998, con la pubblicazione in Francia del suo libro ‘'Les amnésiques n'ont rien vécu d'inoubliable'’, una raccolta di mille frasi molto brevi tutte inizia con ‘'Je pense que'’ (credo che). Il suo romanzo piuttosto complesso ‘'Le voleur de nostalgie'’ è un omaggio allo scrittore italiano Italo Calvino. Egli è anche uno dei Papous dans la tête, su la stazione radio francese culturale France Culture.
È anche l'autore di un biglietto quotidiano nel giornale ‘'Le Monde'’, su internet. Hervé Le Tellier è anche uno dei fondatori dell'"associazione degli Amici di Jean-Baptiste Botul" (Association des Amis de Jean-Baptiste Botul, o A2JB2), presentata come ente che curerebbe la raccolta e la pubblicazione degli scritti di Botul.
Nel 2020 è stato insignito del Premio Goncourt per il romanzo L'Anomalie.

## Opere
- Sonates de bar, Seghers, 1991.
- Le voleur de nostalgie, Seghers, 1992.
- La disparition de Perek, 1997.
- Les amnésiques n'ont rien vécu d'inoubliable, Le Castor Astral, 1998.
- Inukshuk, Le Castor Astral ,1998, vidéo. Jean-Baptiste Decavèle.
- Joconde jusqu'à cent, Le Castor Astral 1999.
- Zindien, 2000, Le Castor Astral, ill. Henri Cueco.
- Encyclopaedia Inutilis, Le Castor Astral, 2002.
- Joconde sur votre indulgence, Le Castor Astral 2002.
- Cités de mémoire, 2003, (Sighted cities)
- La chapelle Sextine, L'Estuaire, 2005.
- Esthétique de l'Oulipo, Le Castor Astral, 2006.
- Je m'attache très facilement, Mille et une nuits, 2007.
- Les opossums célèbres, ill. Xavier Gorce, 2007.
- Assez parlé d'amour, Éditions Jean-Claude Lattès, 2009, ‘'Adesso basta parlare d'amore'’, Milano, Mondadori, 2011 (traduz. Giovanni Bogliolo).
- L'herbier des villes, Éditions Textuel, 2010.
- Eléctrico W, Éditions Jean-Claude Lattès, 2011.
- Un fromage sans doute, piccole storie, 2011, Éditions Hatier ISBN 978-2-218-95872-4
- Contes liquides, sotto lo pseudonimo di  Jaime Montestrela, éditions de l'Attente, 2012, ISBN 978-2-36242-024-5 — Prix de l'humour noir Xavier Forneret, 2013
- Demande au muet, dialoghi socratici, 2014, Éditions Nous ISBN 978-2-370840-06-6.
- Moi et François Mitterrand, racconto, 2016, Éditions Jean-Claude Lattès ISBN 978-2-7096-5626-9 — Prix Botul 2016
- Toutes les familles heureuses, racconto, 2017, Éditions Jean-Claude Lattès ISBN 978-2-7096-6081-5
- L'Anomalie, romanzo, 2020, Éditions Gallimard ISBN 978-2-07-289509-8 — Premio Goncourt 2020
- Les gens qui comptent, poesia in parole e disegni, con Étienne Lécroart, 2020, Éditions Les Venterniers ISBN 979-10-92752-60-1

## Edizioni in italiano
- Adesso basta parlare d'amore, Mondadori, 2011, ISBN 9788804611417
- L'anomalia, La nave di Teseo, 2021, ISBN 9788834605301
- Mi affeziono molto facilmente, La nave di Teseo, 2022, ISBN 9788834610084
- Quel nome sul muro, La nave di Teseo, 2024, ISBN 9788834618370